# رودني كندريك
رودني كندريك (بالإنجليزية: Rodney Kendrick)‏ هو ملحن وعازف بيانو أمريكي، ولد في 30 أبريل 1960 في فيلادلفيا في الولايات المتحدة.

## وصلات خارجية
- رودني كندريك على موقع ميوزك برينز (الإنجليزية)
- رودني كندريك على موقع أول ميوزيك (الإنجليزية)
- رودني كندريك على موقع ديسكوغز (الإنجليزية)